# Герб комуни Авеста
Герб комуни Авеста (швед. Avesta kommunvapen) — символ шведської адміністративно-територіальної одиниці місцевого самоврядування комуни Авеста. 

## Історія
Герб було розроблено для міста Авеста ще 1920 року. Цей символ отримав королівське затвердження 1948 року. 
Після адміністративно-територіальної реформи, проведеної в Швеції на початку 1970-х років, муніципальні герби стали використовуватися лишень комунами. Цей герб був перебраний для нової комуни Авеста.
Герб комуни офіційно зареєстровано 1974 року.
Герби давніших адміністративних утворень, що увійшли до складу комуни, більше не використовуються.

Герб ландскомуни Фолькерна (1945–1966)
Герб ландскомуни Гритнес (1947–1966)
Герб чепінга Крильбу (1948–1966)

## Опис (блазон)
У срібному полі синій хвилястий перев’яз ліворуч, над ним — червоний алхімічний знак заліза, під ним — такий же алхімічний знак міді.

## Зміст
Хвиляста смуга означає річку Далельвен. Алхімічні знаки символізують видобуток заліза та міді.      